# Santo Condorelli
Santo Yukio Condorelli (Kitahiroshima, 17 gennaio 1995) è un nuotatore canadese con cittadinanza italiana naturalizzato statunitense.

## Biografia
Santo Condorelli è nato a Kitahiroshima, Hokkaidō, da Joseph Condorelli (di origini italiane: i nonni di quest'ultimo sono partiti da Catania per cercare fortuna negli USA) e da mamma Tonya (nata e cresciuta nell'Ontario, in Canada).
Grazie alle origini dei genitori, Santo ha potuto rappresentare il Canada dal 2012 al 2017 e, a partire dal 2018, l'Italia.
Santo è cresciuto a Portland nell'Oregon, nei pressi del lago Oswego e ha iniziato a nuotare quando aveva 5 anni, supportato dal padre.
Prima di ogni gara, Santo mostra il dito medio a papà Joseph, il quale ricambia il gesto: tutto ciò serve ad aumentare la fiducia e ad alleviare lo stress.
Il 15 settembre 2022 è stato squalificato per 18 mesi dopo non essersi reso disponibile a tre controlli antidoping a sorpresa nell'arco dell'ultimo anno. Il nuotatore ha potuto tornare alle gare il 23 dicembre 2023.
In virtù del suo triplice passaporto, nel 2024 Condorelli ha ottenuto di entrare a far parte della squadra statunitense di nuoto, che lo ha convocato in occasione dei campionati mondiali di nuoto 2025 di Singapore..

## Palmarès
- Giochi olimpici

Tokyo 2020: argento nella 4x100m sl.
- Mondiali

Kazan' 2015: bronzo nella 4x100m sl mista.
- Mondiali in vasca corta

Hangzhou 2018: bronzo nella 4x50m sl.
- Giochi panamericani

Toronto 2015: argento nei 100m sl e nella 4x100m sl, bronzo nei 100m farfalla e nella 4x100m misti.